# St. Ursula (Krettnach)

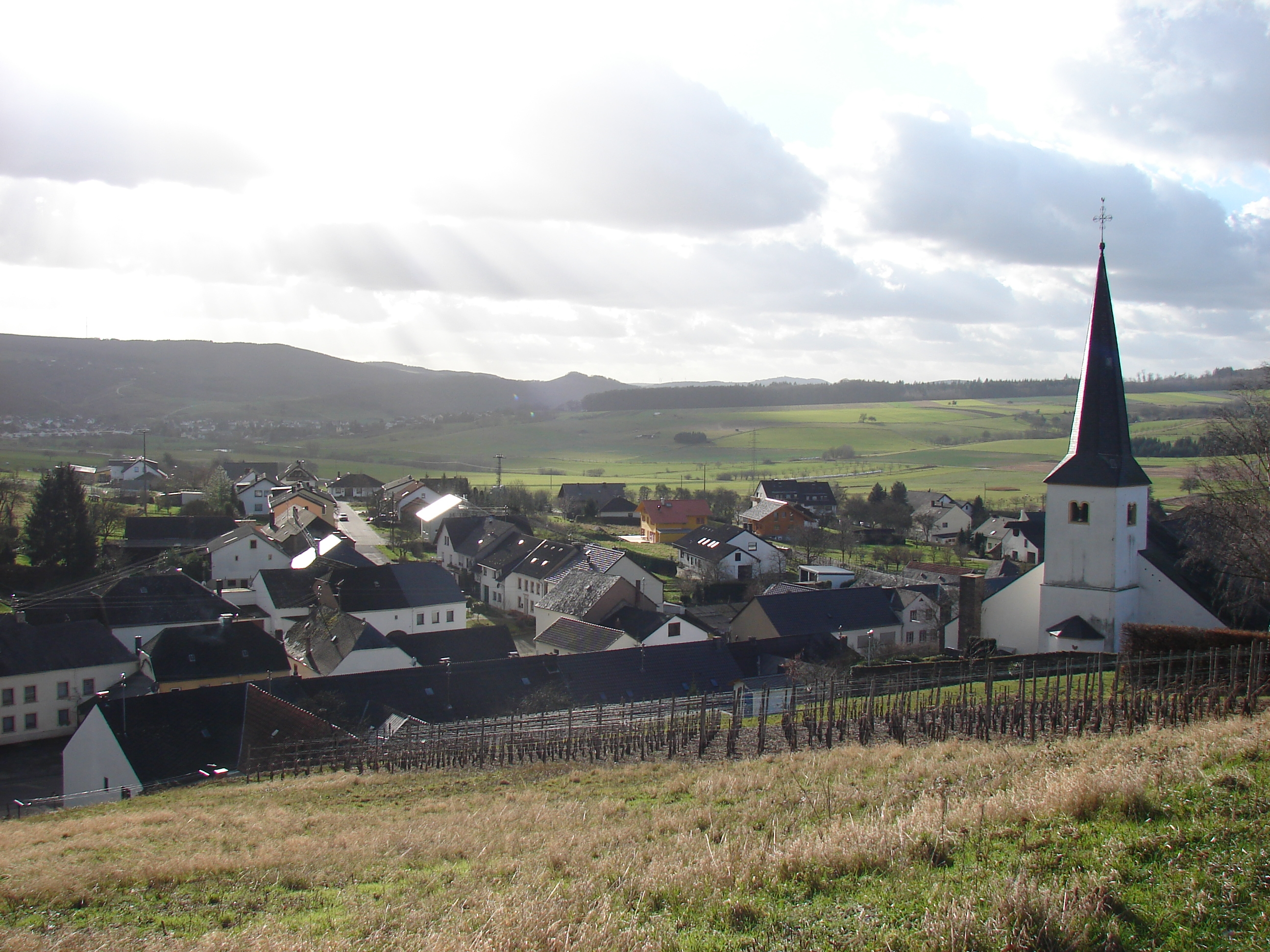
Krettnach mit Blick zum romanischen Chorturm von St. Ursula

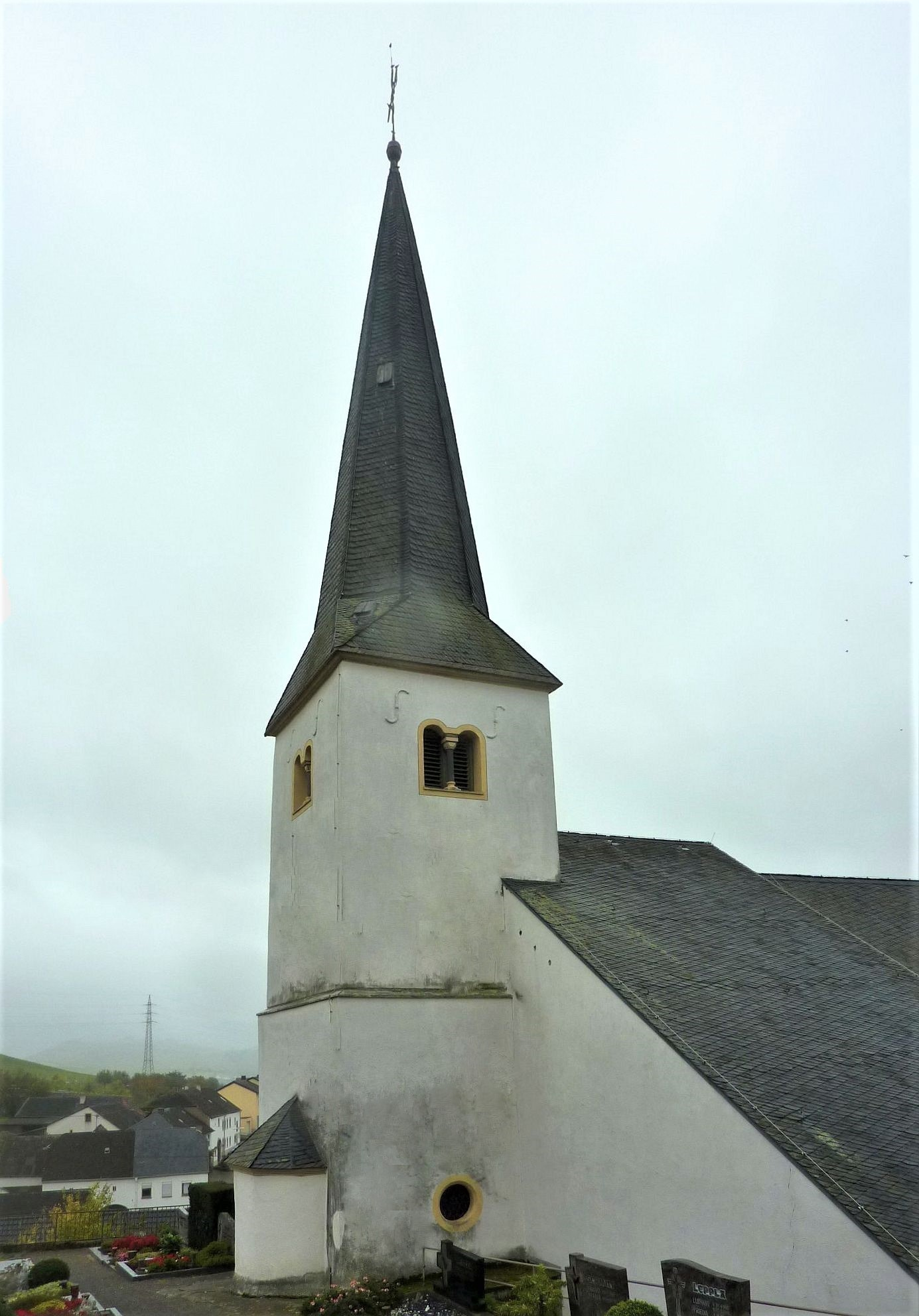
St. Ursula, Chorturm mit Apsis

St. Ursula ist eine römisch-katholische Kirche im Konzer Ortsteil Krettnach (Landkreis Trier-Saarburg) in Rheinland-Pfalz.

## Geschichte
St. Ursula wurde 1148 als Kirche des Krettnacher Hofes, welcher sich im Besitz der Trierer Abtei St. Matthias befand, erwähnt. Die Kirche gehörte zur Pfarrei Pellingen, die ebenfalls zur Trierer Abtei gehörte. 1787 wurde Krettnach von Pellingen abgepfarrt und St. Ursula Pfarrkirche.
Ältester Teil der Kirche ist der romanische Chorturm aus dem 12. Jahrhundert mit dem Chorjoch im Turmuntergeschoss und anschließender Halbkreisapsis. Das Langhaus wurde 1773/74 umgebaut und schließlich 1959/60 durch ein  großes Querhaus in modernen Formen erweitert.